# Léo Lapara
Pour les articles homonymes, voir Lapara.
Léopold Joseph Lapara, dit Léo Lapara, est un comédien français, né le 25 mai 1909 à Digne-les-Bains, où il est mort le 3 septembre 1995.

## Biographie
Régisseur et secrétaire de Louis Jouvet de 1941 à 1951, Léo Lapara a publié en 1975 un livre de souvenirs intitulé Dix ans avec Jouvet.
Il a été marié successivement à Vera Gibson Amado (qui deviendra actrice après son remariage avec le réalisateur Henri-Georges Clouzot) et à la comédienne Héléna Bossis.

## Filmographie
- 1938 : Trois dans un moulin de Pierre Weill
- 1938 : Café de Paris de Yves Mirande et Georges Lacombe
- 1938 : La Cité des lumières de Jean de Limur
- 1946 : Mission spéciale de Maurice de Canonge : Péroni
- 1946 : Un revenant de Christian-Jaque : Marchal
- 1947 : Les Chouans de Henri Calef d'après le roman Les Chouans d'Honoré de Balzac : Pille-Miche
- 1947 : Copie conforme de Jean Dréville : André
- 1947 : Rouletabille joue et gagne de Christian Chamborant : L'ambassadeur
- 1947 : Quai des Orfèvres de Henri-Georges Clouzot : L'inspecteur Marchetti
- 1947 : Un flic de Maurice de Canonge : Un inspecteur
- 1948 : Les amoureux sont seuls au monde de Henri Decoin : Ludo
- 1948 : Rouletabille contre la dame de pique de Christian Chamborant : L'ambassadeur
- 1949 : Entre onze heures et minuit de Henri Decoin : L'inspecteur Perpignan
- 1949 : Retour à la vie de Jean Dréville : Bernard, le médecin dans le sketch Le Retour de Jean
- 1949 : Dernière Heure, édition spéciale de Maurice de Canonge : Alex Grive
- 1950 : La Belle que voilà de Jean-Paul Le Chanois : Le chirurgien

## Théâtre
- 1945 : La Folle de Chaillot de Jean Giraudoux, mise en scène Louis Jouvet, Théâtre de l'Athénée
- 1946 : L'Annonce faite à Marie de Paul Claudel, mise en scène, Louis Jouvet, Théâtre de l'Athénée
- 1947 : L'Apollon de Marsac de Jean Giraudoux, mise en scène Louis Jouvet, Théâtre de l'Athénée
- 1949 : Ondine de Jean Giraudoux, mise en scène Louis Jouvet, Théâtre de l'Athénée
- 1950 : L'École des femmes de Molière, mise en scène Louis Jouvet, Théâtre des Célestins
- 1952 : Ce soir à Samarcande de Jacques Deval, mise en scène Jean Darcante, Théâtre des Célestins